# Gisa Zach
Gisa Zach (Hannover, 23 maggio 1974) è un'attrice tedesca.

## Biografia
Durante i suoi anni di scuola, Gisa Zach ha frequentato la Hannover-Bothfeld Schule basata sulla pedagogia Waldorf e successivamente passa al liceo. Dal 1991 al 1992, Zach ha trascorso un anno all'estero in Venezuela. Dopo il diploma di scuola superiore, Gisa Zach ha studiato recitazione e canto all'Università delle Arti Folkwang di Essen dal 1995 al 2000.
È diplomata in recitazione e canto. Raggiunge la notorietà interpretando il ruolo di Nina Petersen ne La strada per la felicità, su ZDF, succedendo, quindi, alla collega Susanne Gärtner.
Si sposa nel 2000 con Franz Xaver e, tra il 2001 e il 2004, ha due figlie. Nel 2008 si separa dal marito.

## Filmografia

### Cinema
- Gone, regia di Zoltan Paul (2004)

### Televisione
- Die Wache – serie TV, episodio 9x09 (2003)
- Nikola – serie TV, episodio 9x12 (2005)
- Unter uns – serial TV (2005)
- La strada per la felicità (Wege zum Glück) – serial TV, 285 puntate (2006-2007)
- La nostra amica Robbie (Hallo Robbie!) – serie TV, episodio 8x01 (2008)
- SOKO 5113 – serie TV, episodi 33x06-34x06 (2008)
- La nave dei sogni (Das Traumschiff) – serie TV, episodio 1x58 (2008)
- La nave dei sogni - Viaggio di nozze (Kreuzfahrt ins Glück) – serie TV, episodio 3x03 (2009)
- Finalmente arriva Kalle (Da kommt Kalle) – serie TV, episodio 3x06 (2009)
- Il nostro amico Charly (Unser Charly) – serie TV (2009)
- La casa del guardaboschi (Forsthaus Falkenau) – serie TV, 14 episodi (2010)
- Guardia costiera (Küstenwache) – serie TV, episodi 13x14-14x02-14x03 (2010)
- Rosamunde Pilcher – serie TV, episodio 1x85 (2010)
- Squadra Speciale Cobra 11 (Alarm für Cobra 11 – Die Autobahnpolizei) – serie TV, episodio 23x12 (2019)
- Hamburg Distretto 21 – serie TV, episodio 14x11 (2020)
- Fritzie - Der Himmel muss warten – serie TV, 12 episodi (2022-2023)

## Teatro
- Stützen der Gesellschaft, regia di Arie Zinger (1997-1999)
- Tartuffe, regia di Eduard Miller (1997-1999)
- Der eingebildete Kranke, regia di Georg Greiwe (1999)
- Die Streiche des Scapin, regia di F. X. Zach (2004)